# Coccidioides
Coccidioides es un género de hongos ascomicetos dimórficos, responsables de la coccidiomicosis, también conocida como la fiebre del valle San Joaquín, una infección endémica en los desiertos de Norteamérica. El hospedero adquiere la infección vía inhalación respiratoria de las esporas. La enfermedad primaria es autolimitada, con menos de un 1% de afectados que desarrolla complicaciones, las cuales tienen gran grado de morbilidad. Los agentes causantes son Coccidioides immitis y Coccidioides posadasii.
El área más importante en Estados Unidos es en el Sureste de California y Arizona, mientras que en México son los estados de Sonora, Chihuahua, Nuevo León, Coahuila y Baja California.